# Iforas
Los iforas (también conocidos como ifughas o ifoghas; sing. afaghis) es el nombre de un conjunto de tribus nobles tuaregs morabitas y zenatas reunidas en torno a un ancestro común: Mohamed El Makhtar "Aitta".
Los iforas están repartidos en Malí, en la región de Kidal, en el Adrar de los Iforas, en Argelia y en Níger en el valle de Tidene. Son esencialmente pastores nómadas.

## Tribus Iforas
Según Ibn Jaldún, los Azguez, de los cuales los iforas están formados por los Banou Ifren del Ahaggar, están divididos en tres grupos : los Oukiren, los Irdad (pájaros), los Ettedel (tambores). En cambio, Cauvet se sorprende de que la historia de esta tribu estuvo olvidada a pesar de que han jugado un importante papel durante el Imperio Bizantino, mientras que la tradición oral revela otra presencia a partir del siglo XVI que Maurice Cortier ha incluido en 1908 o Dida Badi en 2002. La palabra Iforas designa un estatus social antes de ser un nombre propio, según H. Claudot-Hawad. Las tribus Iforas viven en el Adrar de los Iforas:
- Los Kel Afella ("aquellos del norte"), tribu de la amenokal del Adagh.
- Los Kel Taghlit
- Los Kel Essouk (tribu morabita)
- Los Kel Ouzzeyn
- Los Ifergoumessen
- Los Iriyaken

## Nombres iforas
- Mano Dayak
- Intalla Ag Attaher, amenokal de la tribu Ifoghas (fallecido).
- Mohamed Ag Intalla, diputado de Kidal en la asamblea nacional de Malí, hijo del precedente.
- Alghabass Ag Intalla, igualmente hijo del amenokal de los Iforas
- Waissan Almoustapha, jefe de tribu de los Ifogras de Níger
- Iyad Ag Ghali, fundador del grupo terrorista Ansar Dine
- Ibrahim Ag Bahanga
- Hassan Ag Fagaga
- Ahmed Mouhamed dijo Ahamada, Jefe de Estado-Major número 2 de Níger
- Acharif Mohamed Mokhtar, antiguo vicepresidente del MNJ
- Amoumoune Kalakoua, jefe rebelde del MNJ
- Mohamed Akotey, antiguo jefe rebelde
- Rhissa Foultou, alcalde del municipio de Agadez
- Anana Harouna artista líder del grupo Kel Assouf
- Bombino Omara Moctare conocido como "Bombino" músico
- Hasso Akotey
- Ahmayad Rhissa, imam de la gran mezquita de Agadez
- Mohamed Ixa, gran guía de Sáhara
- Liman Foultou, gran guía de Sáhara
- Ghali Ag Kinna, general del ejército libio, jefe de guerra en Oubari (Libia)